# Unione Sportiva Savoia 1919-1920
Questa voce raccoglie le informazioni riguardanti il Savoia nelle competizioni ufficiali della stagione 1919-1920.

## Stagione
La stagione 1919-1920 è la 2ª stagione sportiva del Savoia.
Promozione 1919-1920 (Girone Campano): 3º posto
- Il Savoia è ammesso alla compilazione dei quadri della stagione 1920-1921 per allargamento degli stessi da parte della Federazione.[2]

## Divise
| Manica sinistra · Maglietta · Manica destra · Pantaloncini · Calzettoni |

## Organigramma societario
Area direttiva
- Presidente:  Giovanni Guidone

Area tecnica
- Allenatore: ???

## Rosa
| N. |                   | Ruolo | Calciatore       |
| -- | ----------------- | ----- | ---------------- |
|    | Italia (bandiera) | P     | Di Paola         |
|    | Italia (bandiera) | D     | Andrea Bonifacio |
|    | Italia (bandiera) | D     | Raffaele Giraud  |
|    | Italia (bandiera) | C     | Alfredo Fornari  |
|    | Italia (bandiera) | A     | Italo Moretti    |
|    | Italia (bandiera) | A     | Giuseppe Rufino  |
|    | Italia (bandiera) | A     | Palladino        |

| N. |                   | Ruolo | Calciatore        |
| -- | ----------------- | ----- | ----------------- |
|    | Italia (bandiera) |       | Baiardi           |
|    | Italia (bandiera) |       | Antonio Cozzolino |
|    | Italia (bandiera) |       | Iovine            |
|    | Italia (bandiera) |       | Lovati            |
|    | Italia (bandiera) |       | Pastore           |
|    | Italia (bandiera) |       | Renato Zurlo      |

## Calciomercato
| Acquisti | Acquisti | Acquisti | Acquisti   |
| R.       | Nome     | da       | Modalità   |
| -------- | -------- | -------- | ---------- |
|          |          |          | definitivo |

| Cessioni | Cessioni | Cessioni | Cessioni   |
| R.       | Nome     | a        | Modalità   |
| -------- | -------- | -------- | ---------- |
|          |          |          | definitivo |

## Risultati

### Gare di qualificazione alla Prima Categoria

#### Semifinale
| Arbitro: | Reichlin (Napoli) |

|                      |           |                          |
| Rufino 18’, 38’, 88’ | Marcatori | 30’ Spera 44’ Sarcinelli |

#### Finale
| Arbitro: | Bruschini |

|                                   |           |  |
| Palladino 30’, 72’, 75’ Rossi 71’ | Marcatori |  |

### Promozione

#### Girone di andata
| Torre Annunziata 28 febbraio 1920, ore ? CEST 1ª giornata - posticipo del 15 febbraio 1920 | Pro Italia | 0 – 1 | Savoia | Campo Montagnelle |

| Castellammare di Stabia 22 febbraio 1920, ore ? CEST 2ª giornata | Stabia | 2 – 0 | Savoia |  |

| Torre Annunziata 29 febbraio 1920, ore ? CEST 3ª giornata      | Savoia    | 0 – 3                        | Salernitana | Campo Montagnelle |
| \| \| \| \| \| \| Marcatori \| 29’, 70’ Fariello 55’ Pagano \| |           |                              |             |                   |
|                                                                |           |                              |             |                   |
|                                                                | Marcatori | 29’, 70’ Fariello 55’ Pagano |             |                   |

#### Girone di ritorno
| Torre Annunziata 7 marzo 1920, ore ? CEST 4ª giornata | Savoia | 3 – 0 | Pro Italia | Campo Montagnelle |

| Torre Annunziata 14 marzo 1920, ore ? CEST 5ª giornata | Savoia | 0 – 2 | Stabia | Campo Montagnelle |

| Salerno 21 marzo 1920, ore ? CEST 6ª giornata | Salernitana | 1 – 0 | Savoia | Campo di Piazza d'Armi |
| \| \| \| \| \| Fariello 5’ \| Marcatori \| \| |             |       |        |                        |
|                                               |             |       |        |                        |
| Fariello 5’                                   | Marcatori   |       |        |                        |

## Statistiche

### Statistiche di squadra
| Competizione                           | Punti | In casa | In casa | In casa | In casa | In casa | In casa | In trasferta | In trasferta | In trasferta | In trasferta | In trasferta | In trasferta | Totale | Totale | Totale | Totale | Totale | Totale | DR |
| Competizione                           | Punti | G       | V       | N       | P       | Gf      | Gs      | G            | V            | N            | P            | Gf           | Gs           | G      | V      | N      | P      | Gf     | Gs     | DR |
| -------------------------------------- | ----- | ------- | ------- | ------- | ------- | ------- | ------- | ------------ | ------------ | ------------ | ------------ | ------------ | ------------ | ------ | ------ | ------ | ------ | ------ | ------ | -- |
| Promozione 1919-1920-Girone B-Campania | 4     | 3       | 1       | 0       | 2       | 3       | 5       | 3            | 1            | 0            | 2            | 1            | 3            | 6      | 2      | 0      | 4      | 4      | 8      | -4 |
| Totale                                 | -     | 3       | 1       | 0       | 2       | 3       | 5       | 3            | 1            | 0            | 2            | 1            | 3            | 6      | 2      | 0      | 4      | 4      | 8      | -4 |